# Reserva natural de las Dunas de San Jacinto
La Reserva Natural de las Dunas de San Jacinto es una reserva natural (área destinada a la protección de hábitats, flora y fauna salvajes) portuguesa, y se sitúa en el extremo de la península que va desde Ovar y Son Jacinto. Al oeste tiene el océano Atlántico y a este a ría de Aveiro. Esta área protegida tiene cerca de 600 hectáreas, fue creada en 1979 y está integrada en la Zona de Protección Especial de la Ría de Aveiro. En parte de la reserva se encuentra el Centro de formación ambiental del Cuerpo Nacional de Escuchas.

## Estatutos de Conservación

### Portugueses
- Decreto-Ley n.º 41/79, de 6 de marzo - Crea la reserva.
- Decreto Reglamentario n.º 46/97, de 17 de noviembre - Reclasificación del Área Protegida manteniendo el estatuto anterior.
- Decreto-Ley n.º 384-B/99 - Crea la Zona de Protección Especial de la Zona de Aveiro.
- Decreto Reglamentario n.º 24/04, de 12 de julio - Reclasificación del área, cambiando los límites de esta.

### Comunitarios
- Directiva n.º 79/409/CEE, de 2 de abril.

## Historia
Los terrenos donde se localiza esta área protegida son relativamente recientes, teniendo estos adquirida su forma actual entre los siglos X y XVII, y separan la Ría de Aveiro del mar. Hasta al siglo XIX estos terrenos estaban formados por arenas en movimiento que dificultaban la fijación de plantas; a finales de ese siglo se inician los trabajos de reforestación, por parte de los Servicios Forestales, que se prolongaron hasta la década de 1930. Antes de estos trabajos, existían en la zona incontables pantanos, sitios donde se reproducen fácilmente los mosquitos, responsables, por ejemplo, de la transmisión de la malaria. Esta fue una de las causas para el drenaje y desecación de esas zonas.
En 1979 el Decreto-Ley n.º 41/79 de 6 de marzo crea la Reserva natural de las Dunas de San Jacinto con el objetivo principal de proteger el sistema dunar y su flora y fauna. En 1997 el Decreto Reglamentario n.º 46/97, de 17 de noviembre la reserva es reclasificada, pasando a ser dirigida por el Instituto de Conservación de la Naturaleza.

### A que se debe su clasificación
Las dunas son estructuras bastante frágiles; como tal, tiene todo el sentido salvaguardarlas para impedir el avance del mar y proteger la biodiversidad en ellas existente, a pesar de que en 1979, cuando se produjo  su clasificación, la población de garzas existente en el sitio pudo haber pesado mucho para la toma de la decisión. La Reserva está integrada en la Zona Especial de Protección de la Ría de Aveiro, importante área para la protección de las aves marinas.

## Fauna

### En la playa

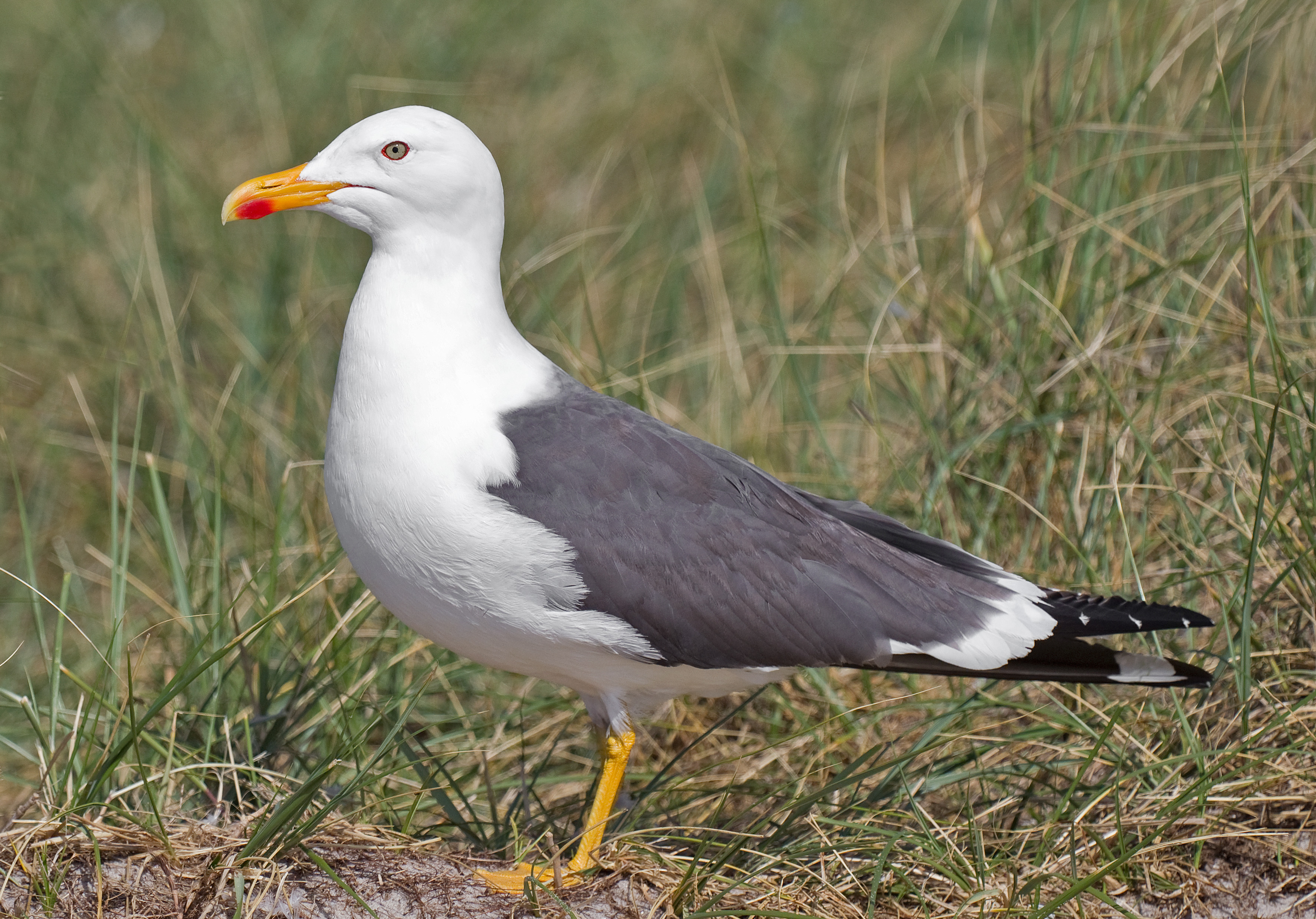
Gaviota de alas oscuras

- Fulmar boreal (Fulmarus glacialis)
- Alcatraz común (Sula Bassana)
- Cormorán grande (Phalocrocorax carbo)
- Gaviota reidora (Larus ridibundus)
- Gaviota sombría (Larus fuscus)
- Gaviota tridáctila (Rissa tridactyla)
- Charrán común (Sterna hirundo))
- Arao común (Uria aalge)
- Alca común (Alca torda)
- Frailecillo atlántico (Fratercula artica)
- Terrera común (Calandrela brachydactyla)

### En la duna primaria

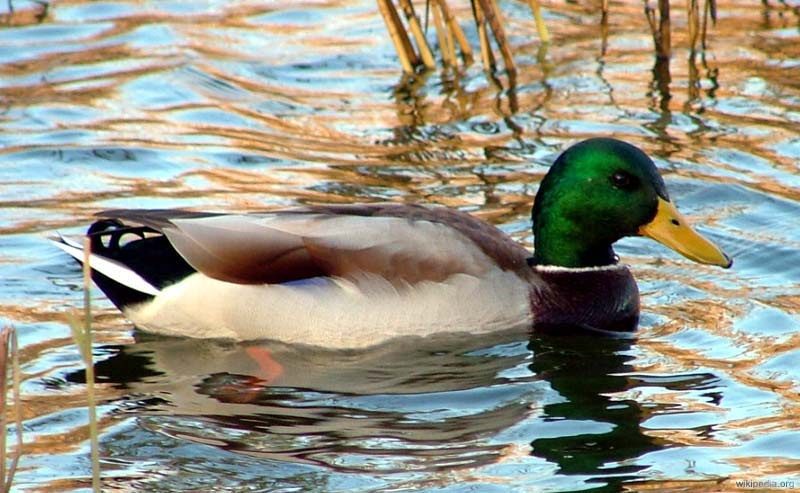
Pato real

- Chorlitejo patinegro (Charadrius alexandrinus)
- Cogujada común (Galerida cristata)
- Buitrón (Cisticola juncidis)
- Pardillo común  (Carduelis cannabina)

### En la zona encharcada
- Pato real (Anas platyrhynchos)
- Cerceta común (Anas crecca)
- Silbón europeo (Anas penelope)
- Negrón común (Melanitta nigra)
- Pato colorado (Netta rufina)

- Ánade rabudo  (Anas acuta)
- Porrón común (Aythya ferina)
- Porrón castaño (Aythya nyroca)
- Garza blanca (Egretta garzetta)
- Garza real  (Ardea cinerea)

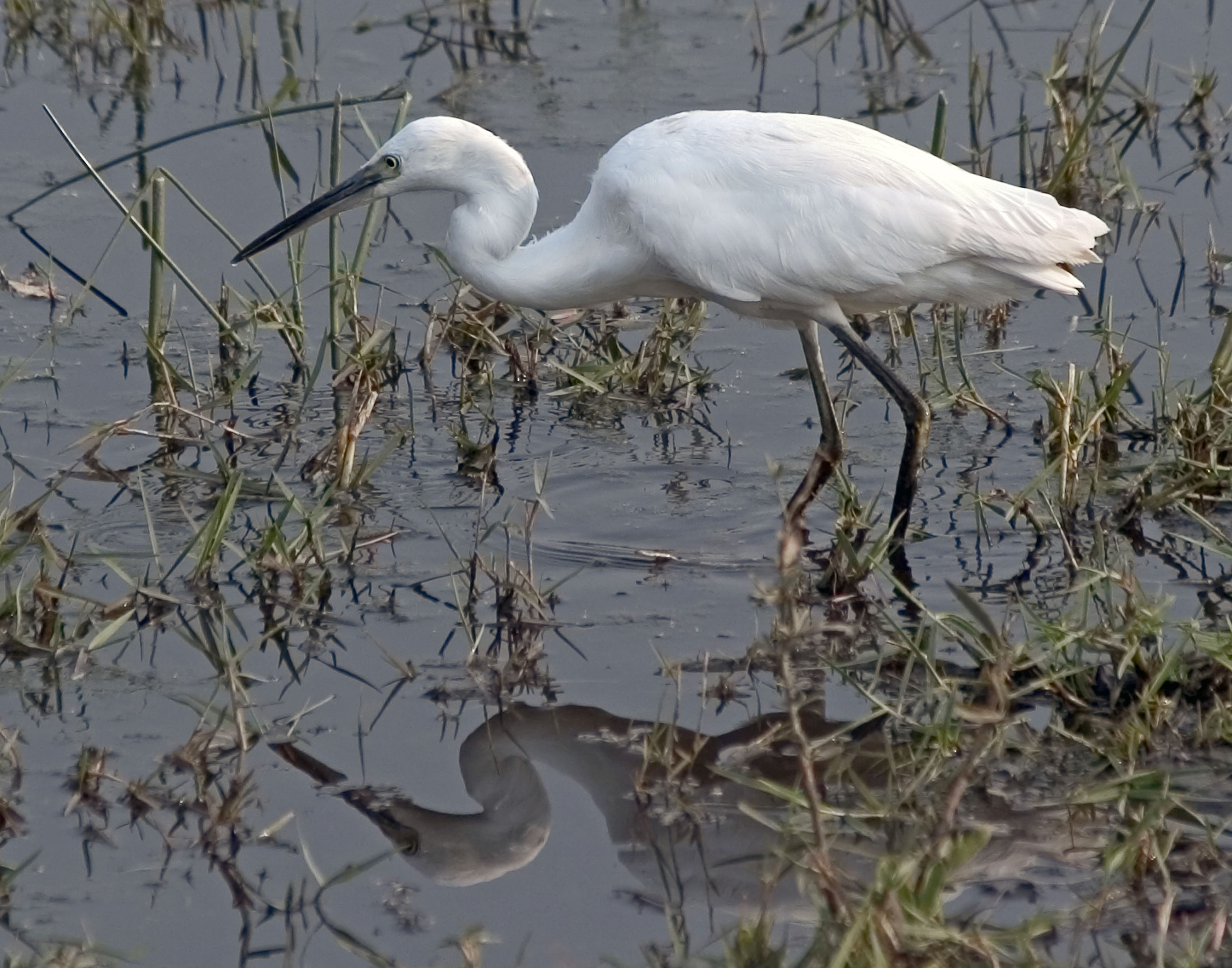
Garza blanca

- Espátula común (Platalea leucorodia)

### En el bosque
- Petirrojo europeo (Erithacus rubecula
- Herrerillo capuchino (Parus atenga)
- Herrerillo común (Parus caeruleus)
- Carbonero común (Parus major)
- Papamoscas cerrojillo (Ficedula hypoleuca)
- Gavilán común (Accipiter nisus)
- Azor (Accipiter gentilis)
- Lagartija de bocage (Podarcis bocagei)
- Culebra bastarda (Malpolon monspessulanus)
- Culebra de collar  (Natrix natrix)